# Wen Yang
Wen Yang, chiń. 温阳 (ur. 7 lipca 1988 w prowincji Szantung) – chiński szachista, arcymistrz od 2008 roku.

## Kariera szachowa
W latach 2003–2008 pięciokrotnie reprezentował Chiny na mistrzostwach świata juniorów w różnych kategoriach wiekowych. W 2005 zwyciężył w międzynarodowym otwartym turnieju w Saint-Lô. Normy na tytuł arcymistrza wypełnił w latach 2006 (podczas MŚ juniorów do 20 lat w Erywaniu; w turnieju tym zajął VIII miejsce) oraz 2007 (podczas indywidualnych mistrzostw Azji w Cebu City; w turnieju tym zajął VI miejsce). Dzięki wynikowi w mistrzostwach Azji zakwalifikował się do rozegranego w tym samym roku w Chanty-Mansyjsku turnieju o Puchar Świata, w I rundzie przegrywając z Zoltanem Almasim. W 2009 podzielił III m. (Lê Quang Liêmem i Yu Yangyi, wspólnie z m.in. Susanto Megaranto i Zhou Weiqi) w Lishui. W 2011 zwyciężył (wspólnie z Yu Yangyi) w Ho Chi Minh oraz zajął I m. w Singapurze.
Najwyższy ranking w dotychczasowej karierze osiągnął 1 stycznia 2013, z wynikiem 2631 punktów zajmował wówczas 14. miejsce wśród chińskich szachistów.